# Hyphoraia extensa
Hyphoraia extensa là một loài bướm đêm thuộc phân họ Arctiinae, họ Erebidae.